# Đắk N'Drung
Đắk N'Drung là một xã thuộc huyện Đắk Song, tỉnh Đắk Nông, Việt Nam.

## Địa lý
Xã Đắk N'Drung nằm ở phía tây huyện Đắk Song, có vị trí địa lý:
- Phía đông giáp thị trấn Đức An và xã Nâm N'Jang
- Phía tây giáp huyện Tuy Đức
- Phía nam giáp xã Trường Xuân
- Phía bắc giáp các xã Thuận Hà và Nam Bình.

Xã có diện tích 68,34 km², dân số năm 2007 là 5.845 người, mật độ dân số đạt 86 người/km².

## Hành chính
Xã Đắk N'Drung được chia thành 6 thôn: Đắk Kual, Đắk Kual 2, Đắk Kual 3, Đắk Kual 5, Đắk R'mo, Đắk Tiên và 4 bon: Bu Boong, Bu N'Drung, Bu Rwah, N'Jrang Lu.

## Lịch sử
Địa bàn xã Đắk N'Drung hiện nay trước đây là một phần xã Đắk Rung thuộc huyện Đắk Nông, tỉnh Đắk Lắk.
Xã Đắk Rung được thành lập vào ngày 20 tháng 4 năm 1978, là một xã thuộc vùng kinh tế mới của huyện Đắk Nông lúc bấy giờ.
Ngày 21 tháng 6 năm 2001, Chính phủ ban hành Nghị định 30/2001/NĐ-CP. Theo đó, chuyển xã Đắk Rung về huyện Đắk Song mới thành lập.
Ngày 6 tháng 6 năm 2005, Chính phủ ban hành Nghị định 70/2005/NĐ-CP. Theo đó, thành lập xã Nâm N'Jang trên cơ sở 17.086 ha diện tích tự nhiên và 5.449 người của xã Đắk Rung.
Sau khi điều chỉnh địa giới hành chính, xã Đắk Rung còn lại 7.243 ha diện tích tự nhiên, 5.618 người và được đổi tên thành xã Đắk N'Drung.
Ngày 18 tháng 10 năm 2007, Chính phủ ban hành Nghị định 155/2007/NĐ-CP. Theo đó, điều chỉnh 390 ha diện tích tự nhiên và 188 người của xã Đắk N'Drung về xã Thuận Hà mới thành lập.
Sau khi điều chỉnh địa giới hành chính, xã Đắk N'Drung còn lại 6.834 ha diện tích tự nhiên và 5.845 người.
Ngày 30 tháng 9 năm 2019, Hội đồng Nhân dân tỉnh Đắk Nông ban hành Nghị quyết 24/NQ-HĐND về việc:
- Sáp nhập ba bon N’Jăr, Bon Bu Prâng và Bu N’Drung Lu thành bon N’Jrang Lu
- Sáp nhập bon Bu Đốp và bon Tu Soay vào bon Bu N’Drung
- Sáp nhập thôn Đắk R’mo 1 vào thôn Đắk R’mo
- Sáp nhập một phần thôn Đắk Kual và thôn Đắk Tiên 1 vào thôn Đắk Tiên
- Sáp nhập thôn Đắk Kual 1 và thôn Đắk Kual 4 vào thôn Đắk Kual 2
- Sáp nhập thôn Đắk Kual 6 vào thôn Đắk Kual 3
- Sáp nhập một phần thôn 7 vào bon Bu Boong
- Sáp nhập phần còn lại thôn 7 vào bon Bu Rwah
- Sáp nhập một phần thôn Đắk Kual 5 vào thôn Đắk Kual
- Giữ nguyên tên phần còn lại của thôn Đắk Kual 5.